# Храпачов Вадим Юрійович
Вадим Юрійович Храпачов  (нар. 24 вересня 1947, Київ, Українська РСР — пом. 24 вересня 2017, Київ, Україна) — радянський і український композитор. Заслужений діяч мистецтв України (2008). Член Національних спілок композиторів і кінематографістів України.

## Біографія
Народився в родині викладача. Закінчив історико-теоретичний факультет Київської (навчався в класі Н. О. Герасимової-Персидської 1972) і композиторський факультет Одеської консерваторії (1983).
Автор музики більше, ніж до 80 ігрових, документальних і анімаційних фільмів; зокрема, до кінокартин режисерів Романа Балаяна, В'ячеслава Криштофовича, Миколи Мащенка.
Викладав у Київському педагогічному інституті.

## Смерть
Останні роки життя мав проблеми з легенями, майже не працював. Помер у день свого 70-річного ювілею 24 вересня 2017 року.

## Фільмографія
- 1973 — Стара фортеця (телесеріал, у співавт.)
- 1974 — Марина
- 1975 — Хвилі Чорного моря (Частина третя. Катакомби)
- 1975 — Чіп — новела з кіноальманаха «Ральфе, здрастуй!» (т/ф)
- 1977 — Перед іспитом
- 1978 — Віщує перемогу
- 1978 — Підпільний обком діє
- 1979 — Своє щастя
- 1982 — Польоти уві сні та наяву
- 1982 — Країна Лічилія (мультфільм)
- 1982 — Сімейна справа
- 1983 — Поцілунок
- 1983 — Крила (мультфільм)
- 1983 — Дерево і кішка (мультфільм)
- 1984 — Два гусари
- 1984 — Погляд (мультфільм)
- 1984 — Одиниця «з обманом»
- 1985 — Ненаписаний лист (мультфільм)
- 1985 — Володя великий, Володя маленький
- 1986 — Бережи мене, мій талісмане
- 1986 — Самотня жінка бажає познайомитися
- 1986 — Капітан «Пілігрима»
- 1987 — Вікно (мультфільм)
- 1987 — Філер
- 1988 — Дама з папугою
- 1988 — Захисник Сєдов (к/м)
- 1988 — Де ти, мій коню?.. (мультфільм)
- 1990 — Дикий пляж
- 1990 — Ребро Адама
- 1991 — Одіссея капітана Блада
- 1992 — Мелодрама із замахом на вбивство
- 1992 — Градус чорного Місяця
- 1992 — Жінка у морі
- 1992 — Вінчання зі смертю
- 1993 — Золото партії
- 1993 — Лялька (мультфільм)
- 1993 — Бобе-Майзес (мультфільм)
- 19?? — І мертвим, і живим
- 1994 — День народження Юлії (мультфільм)
- 1995 — Перше кохання
- 1997 — Е-МС2 (мультфільм, Приз за найкращу музику. КФ, Київ, 1996)
- 1998 — Два місяці, три сонця
- 1998 — Синя шапочка (мультфільм, приз за найкращу музику до фільму — МКФ Південна Корея)
- 1999 — Як у нашого Омелечка невеличка сімеєчка... (мультфільм)
- 2000 — Настроювання інструментів/Strojenie Instrumentów (польсько-український мультфільм, призи за найкращу музику в Оттаві і на МКФ «Крок-2001»)[3]
- 2002 — Компромікс (мультфільм)
- 2004 — Засипле сніг дороги… (мультфільм)
- 2004 — Ніч світла
- 2006 — Назви своє ім'я (док. фільм)
- 2008 — Врятуй і збережи (мультфільм)
- 2008 — Райські птахи
- 2010 — О, Париж! (мультфільм)
- 2012 — Камінний гість
- 2013 — Це я
- та інші фільми…